# Estepa blanca
L'estepa blanca o bordiol blanc (Cistus albidus) és un arbust de la família de les cistàcies. Les fulles són perennes i de color verd grisenc (ja que estan cobertes per pèls blancs), la qual cosa li dona l'epítet albidus i la diferencia d'altres estepes. Les flors, grosses, són rosades i tenen els pètals lleugerament arrugats. Els fruits són una càpsula ovoide on es troben les llavors. És l'estepa més estesa als Països Catalans i creix, independentment del tipus de substrat, en zones influïdes per la Mediterrània. Alguns peus poden ser parasitats per la planta Cytinus ruber.

## Morfologia

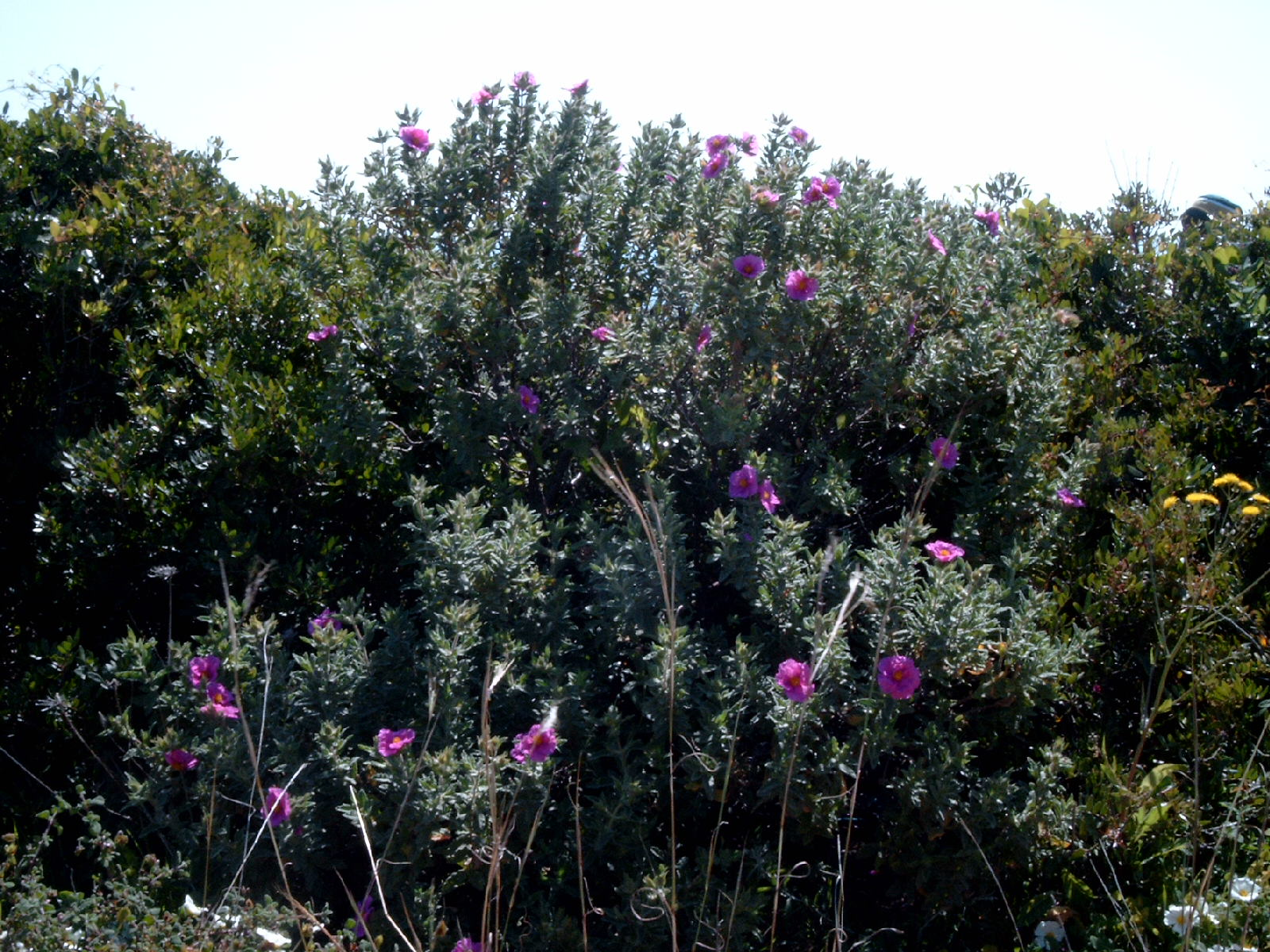
Aspecte general de la planta

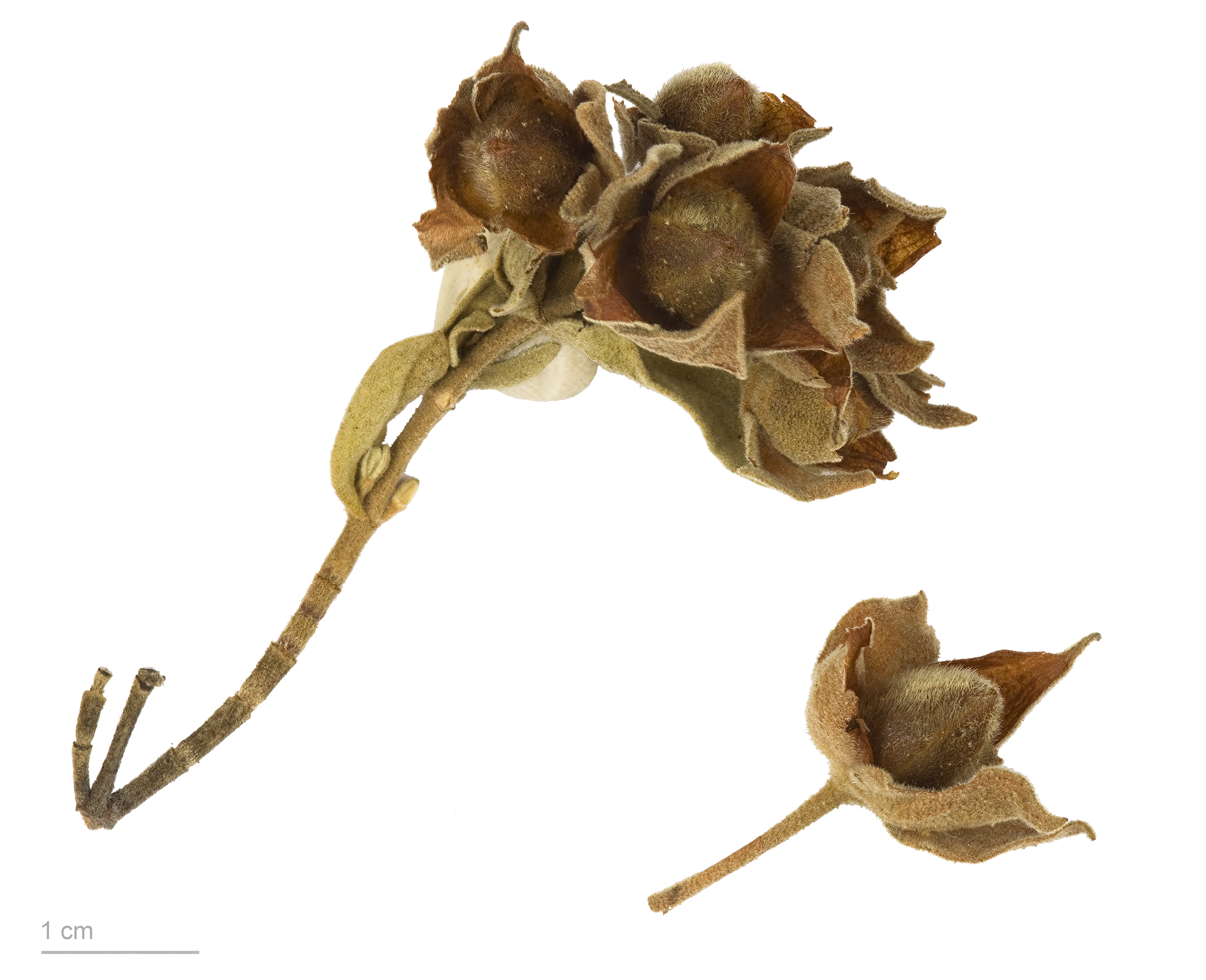
Càpsules sense obrir

Es tracta d'una planta d'aspecte blanquinós per l'abundant toment que recobreix les branques i fulles i que els confereix una agradable suavitat al tacte. Té les fulles oblongues, oposades, sèssils, amb els nervis prominents. Les flors són grans i vistoses, d'un bell color rosa porpra; el calze té cinc sèpals.
Pot arribar a atènyer una alçada de 40-100 (150) cm. Les fulles, amb tres nervis prominents, són sèssils, el·líptiques o ovatolanceolades, amb el marge lleugerament revolut. Les flors apareixen agrupades en inflorescències terminals cimoses que tenen entre 3-8 flors de pedicels llargs.
Les fulles són simples i quasi sempre oposades. Les flors, generalment grans i vistoses, tenen cinc pètals, aviat caigudes, molt arrugades dintre del botó, i a vegades, fins i tot en la flor oberta. Les flors de les cistàcies solen produir poc nèctar però un abundant pol·len i són pol·linitzades preferentment per petits coleòpters, encara que també són visitades per mosques i borinots durant el curt espai de temps en què romanen obertes. Quan els pètals es desprenen sense que la flor hagi sigut fecundada, el calze es tanca i les anteres dels estams queden enganxats i aprestats contra l'estigma, amb el qual es produeix l'autofecundació.
El fruit superior és una càpsula que conté moltes llavors, les quals, per facilitar la seva dispersió, són projectades activament, encara que a no gaire distància. Aquestes llavors contenent materials feculents i per aquesta raó s'utilitzen en alguns llocs, com el Marroc, per a mesclar-les amb farines panificables.

## Hàbitat i distribució
La planta creix brolles i matollars que corresponen a la fase regressiva dels alzinars i altres boscos mediterranis. Habita en els territoris de clima marítim des del nord d'Itàlia fins al sud de Portugal. En la península Ibèrica ocupa les zones seques de la meitat meridional i de tot el vessant mediterrani, inclosa la depressió de l'Ebre; en les Balears es troba a totes les illes. El seu hàbitat més freqüent són els terrenys de vegetació molt degradada i, fins i tot, llocs cremats, on sol fer-se dominant.
Aquesta planta s'adapta molt bé als terrenys secs i solellosos dels països temprats de l'hemisferi boreal. La majoria de les cistàcies són arbusts i mates llenyoses les quals branques i fulles produeixen resines aromàtiques de propietats balsàmiques.

## Varietats
És una planta molt variable de la qual s'han diferenciat nombroses varietats entre les quals destaca la var. Anthyllidetorum, pròpia dels matollars baleàrics i caracteritzada per una mida menor i pètals més petits.